# Władysław Sczaniecki
Władysław Józef Maria Sczaniecki (ur. 24 września 1869 w Łaszczynie, zm. 6 kwietnia 1942 w Warszawie) – pułkownik Wojska Polskiego, spółdzielca mleczarski, jeden z pionierów nowoczesnego mleczarstwa w Wielkopolsce (na ziemi rawickiej), uznawany za jednego z najwybitniejszych działaczy spółdzielczości mleczarskiej i kółek rolniczych w południowo-zachodniej Wielkopolsce.

## Życiorys
Syn Michała i Bogusławy z Kruszyńskich. Uczył się w gimnazjum w Chełmnie i Poznaniu, gdzie w 1890 uzyskał świadectwo dojrzałości. W czasie studiów ekonomicznych i rolniczych w Berlinie był prezesem Bratniej Pomocy. Należał do Towarzystwa Tomasza Zana. Po studiach gospodarował w Łaszczynie, w odziedziczonym po rodzicach ponad 500-hektarowym folwarku. W 1910 zorganizował w Łaszczynie kółko rolnicze oraz pierwszy w Wielkopolsce zimowy kurs rolniczy. W latach 1910–1936 był wicepatronem kółek rolniczych na rejon Rawicz-Wschód. W czasie I wojny światowej od 1 sierpnia 1914 służył w wojsku niemieckim, od 15 stycznia 1915 w stopniu kapitana. W latach 1919–1936 należał do władz centralnych Patronatu Kółek Rolniczych w Poznaniu, kierując Wydziałem Chowu Bydła i Mleczarstwa. W tym czasie publikował liczne artykuły fachowe na tematy mleczarskie i hodowlane. W 1918 Kółko Rolnicze w Wąsoszu wydelegowało go na Polski Sejm Dzielnicowy w Poznaniu. Potem zajął się służbą wojskową i przejmował z rąk zaborców Rawicz. W listopadzie 1918 został mianowany komendantem powiatu rawickiego, później był referentem wojskowym przy Naczelnej Radzie Ludowej. Od 5 marca 1919 dowodził 15 Wielkopolskim pułkiem artylerii polowej, a od 2 października 3 Brygadą Artylerii, późniejszą 17 Brygadą Artylerii, z którą przeszedł szlak bitewny w latach 1919–1920. W 1922 opuścił wojsko na rzecz pracy w organizacjach rolniczych (stworzył wzorowe gospodarstwo, na bazie którego w 1951 utworzono Rolniczą spółdzielnię produkcyjną). 
Władysław Sczaniecki był jednym z głównych organizatorów polskiej spółdzielni mleczarskiej w Rawiczu-Sierakowie (od 1927). Przyczynił się także do przejęcia niemieckiej spółdzielni na drodze zmajoryzowania udziałów Niemców. W 1938 spółdzielnia wybudowała nowoczesną kazeiniarnię lanitalową. Działania spółdzielcy przerwała II wojna światowa – wraz z żoną Jadwigą zostali najpierw uwięzieni w Rawiczu, ale później wypuszczeni. Małżeństwo udało się do Warszawy, gdzie Sczaniecki zmarł. Został pochowany w Alei Zasłużonych na Cmentarzu Wojskowym na Powązkach (kwatera A 23-Tuje-5). 

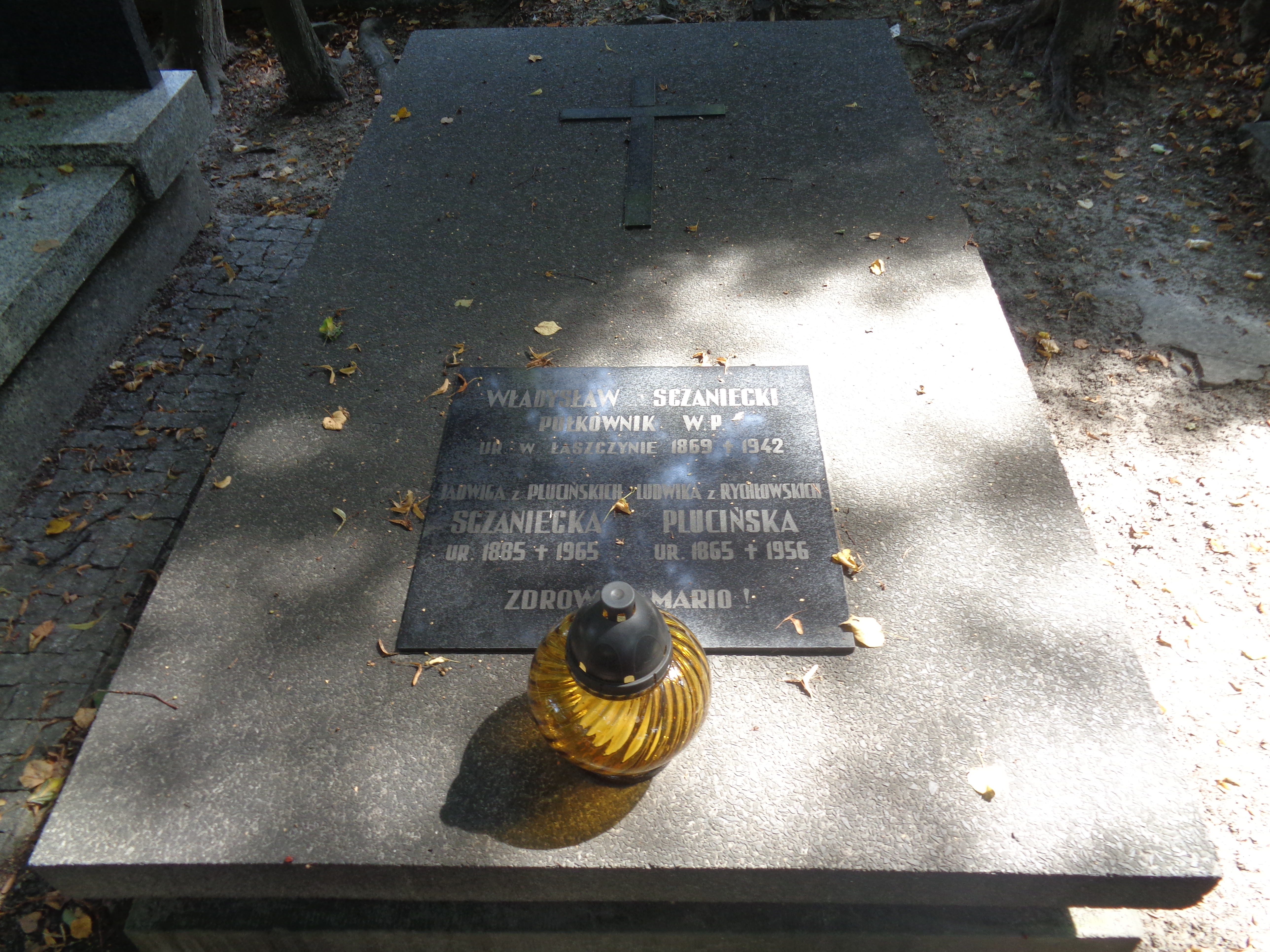
Grób Władysława Sczanieckiego na Cmentarzu Wojskowym na Powązkach

## Życie prywatne
Żonaty z Jadwigą z Plucińskich. Mieli pięcioro dzieci: Marię (ur. 1904), Ludwika (zm. przy urodzeniu w 1906), Józefa (ur. 1907), Andrzeja (ur. 1908), oraz Michała (ur. 1910).

## Awanse[5]
- podporucznik – 1894[1]
- porucznik – 1904[1]
- kapitan – 15 stycznia 1915[1]
- major – 1 marca 1919
- podpułkownik – 1 czerwca 1919
- pułkownik – 9 czerwca 1920

## Ordery i odznaczenia
- Krzyż Srebrny Orderu Virtuti Militari nr 5268[1][6]
- Krzyż Walecznych (dwukrotnie)[1][6]
- Krzyż Oficerski Orderu Odrodzenia Polski (10 listopada 1933)[7]
- Medal Pamiątkowy za Wojnę 1918–1921[6]